# 森永晴彦
森永 晴彦（もりなが はるひこ、1922年10月10日 - 2018年5月2日）は、日本の物理学者（原子物理学）である。

## 来歴・人物
東京府に生まれた。1941年府立一中、1944年一高、1946年東京大学理学部物理学科卒業。学生時代は第2次世界大戦中で、東京大学物理学教室在学のまま理化学研究所や島田の海軍技術研究所で研究に従事。海軍では当初、陸軍の原爆開発に対抗して殺人光線の開発に重心を置いていたが、その渦中にあった。
1946年に東京大学卒業後、嵯峨根遼吉の研究室の研究嘱託になる。1951年からアイオワ州立大学、パデュー大学、ルンド大学で研究した。1957年から東北大学助教授、1960年から東京大学助教授、教授。1968年から1991年ミュンヘン工科大学教授を務めた。
1971年「インビームスペクトロスコピーの創出と原子核構造の研究」で仁科記念賞を受賞した。著書に「原子炉を眠らせ、太陽を呼び覚ませ」、訳書に「パーキンソンの法則」など。
原子力発電については、長年肯定的な姿勢をとっていたが、福島第一原発事故（2011年3月11日）以降は、脱原発に傾いている。核武装には、一貫して反対した。